# Machaerium isadelphum
Machaerium isadelphum là một loài thực vật có hoa trong họ Đậu. Loài này được (E.Mey.) Standl. miêu tả khoa học đầu tiên.

## Hình ảnh

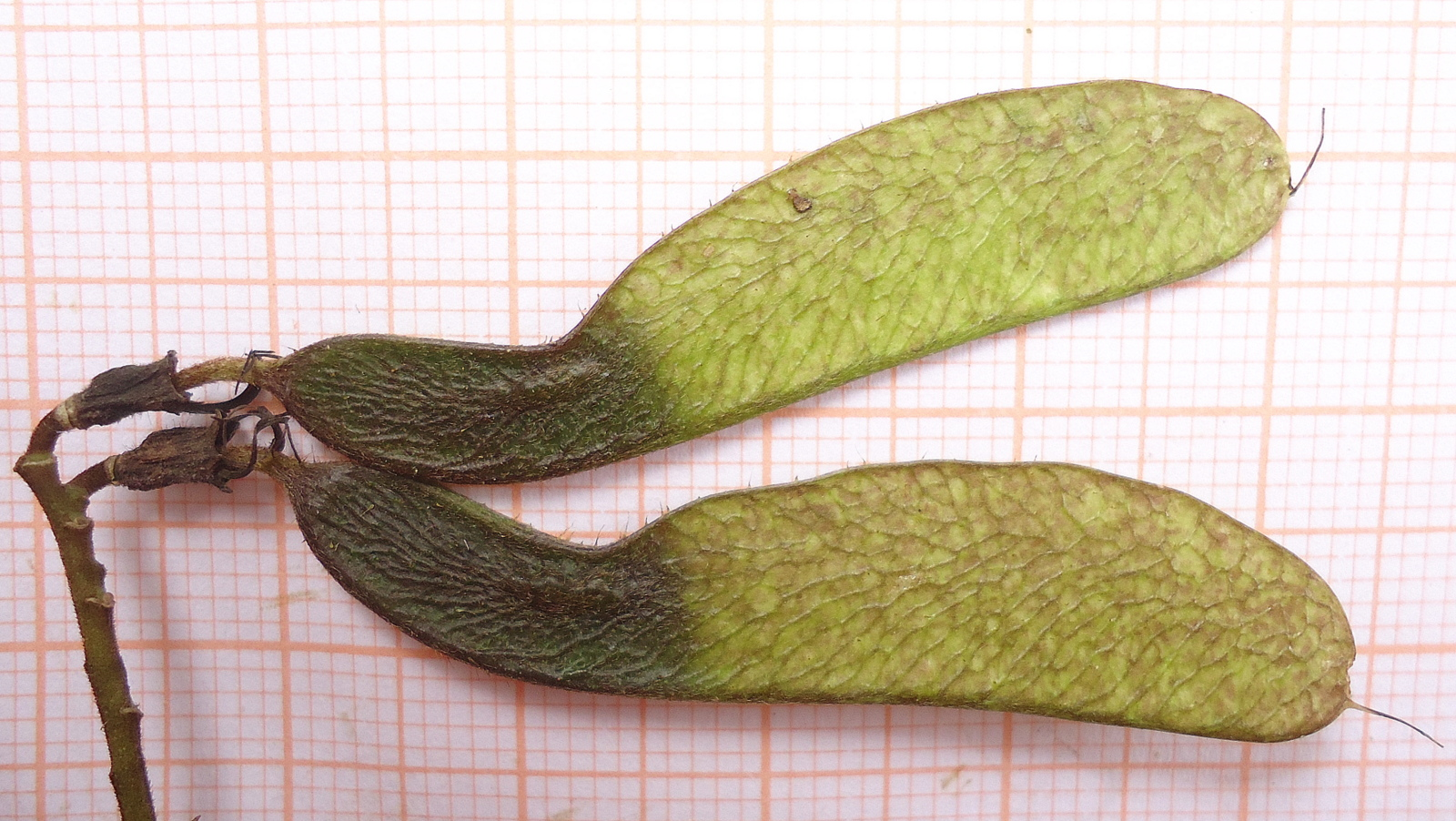